# Cerchio delle streghe

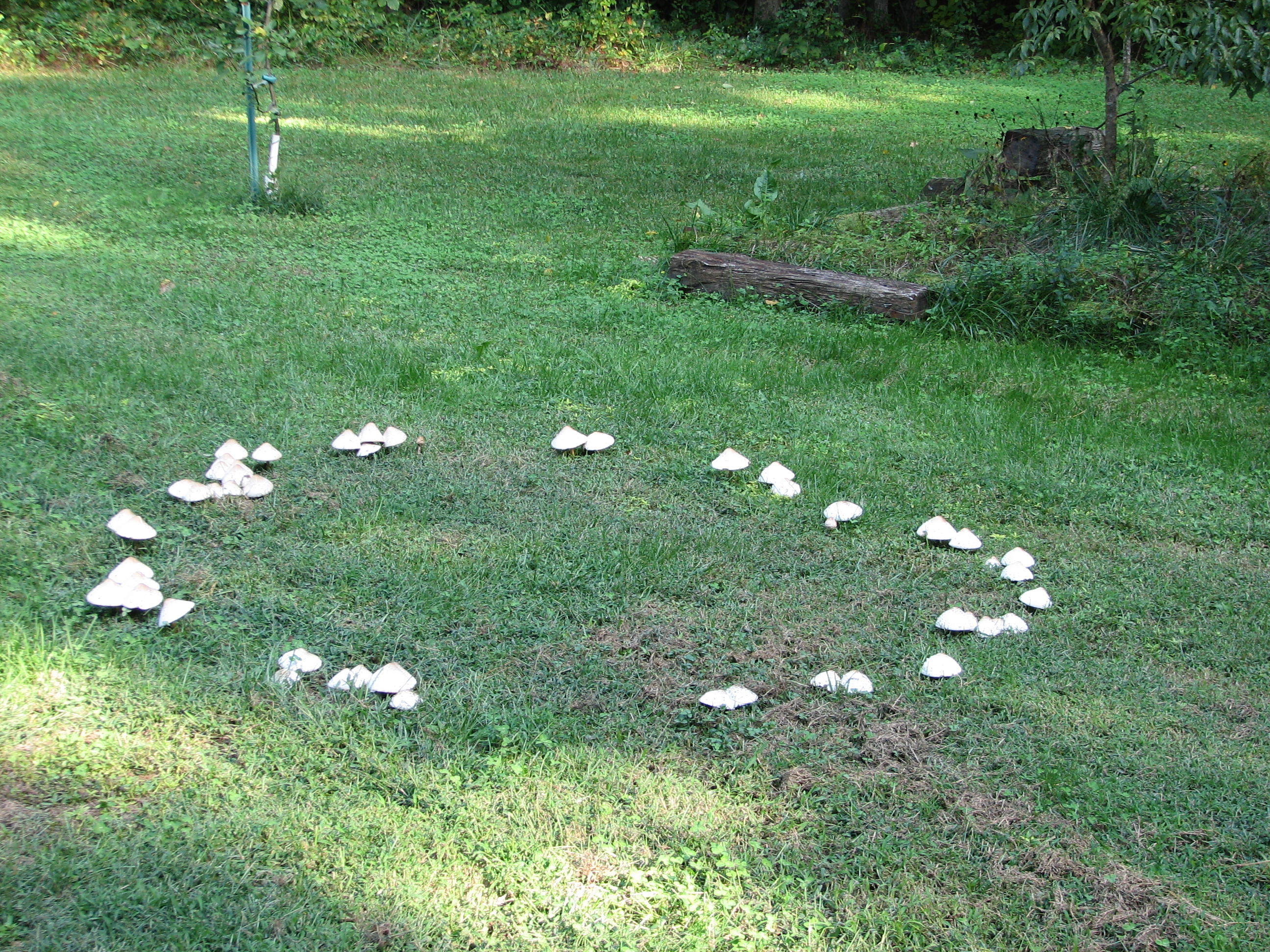
"Cerchio delle streghe"

Il cerchio delle streghe è una formazione naturale costituita da una colonia di funghi perenni, che crescono a forma di cerchio o di semicerchio. Queste formazioni nascono principalmente nei boschi, ma si possono trovare anche nei prati e nei pascoli. 

## Descrizione

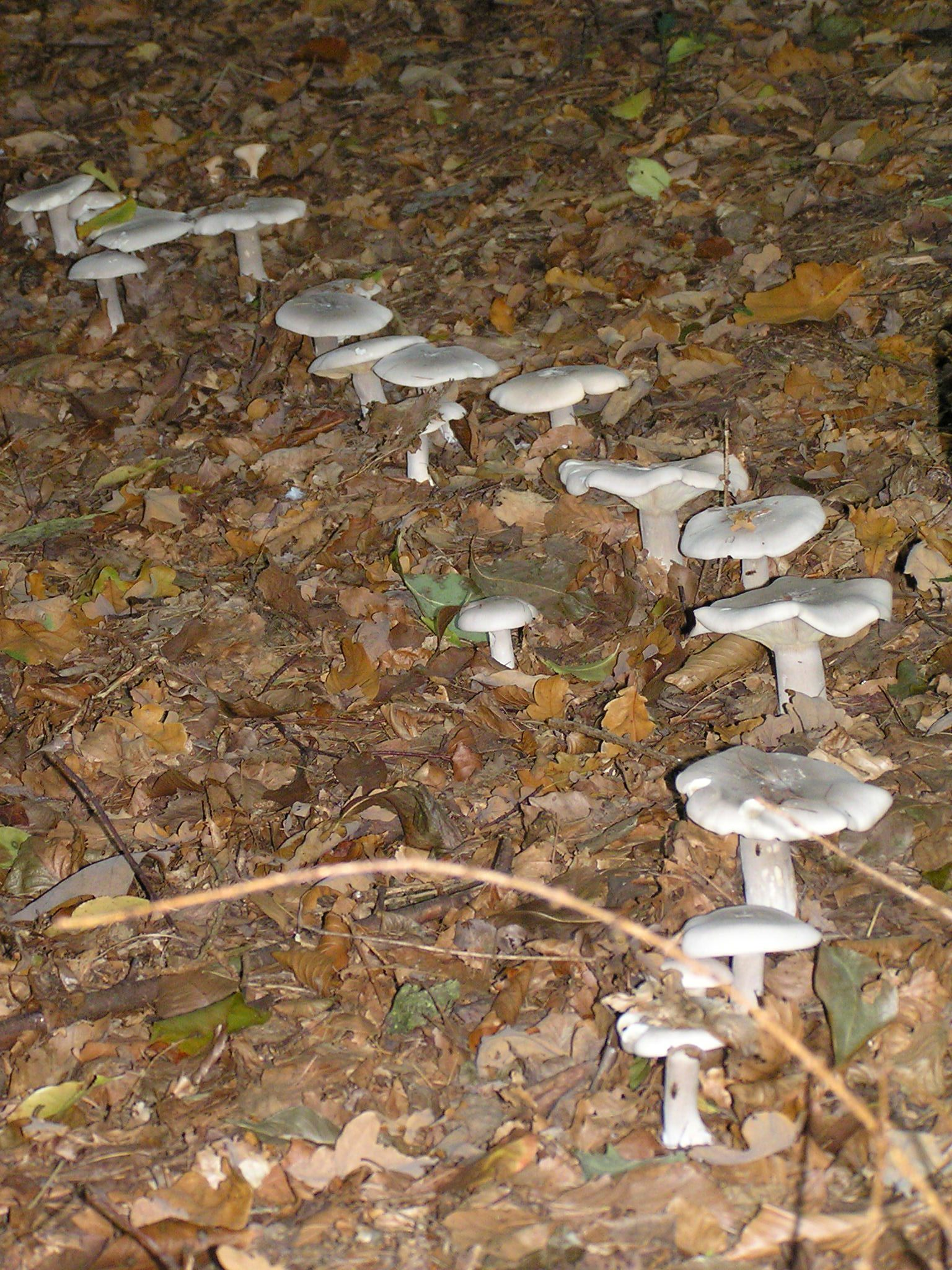
Cerchio di Clitocybe nebularis

Il cerchio è formato dai carpofori dei funghi disposti ad anello, che circondano una zona circolare di erba sotto cui si trova il micelio dei funghi. Il micelio cresce in direzione radiale e si allarga sempre di più ad ogni successiva fruttificazione; il micelio vecchio muore e si decompone, mentre il micelio che si trova alla periferia del cerchio continua a riprodursi. L'erba che si trova all’interno del cerchio generalmente dissecca, perché il micelio consuma l'acqua e gli elementi nutritivi del terreno. A volte invece il fungo rilascia sostanze che favoriscono la crescita dell’erba, che diventa più rigogliosa e assume un colore verde scuro. Gli anelli possono crescere normalmente da 5 a 40 cm all’anno fino a raggiungere un diametro di circa 10 metri e poi diventare stabili nel tempo. 
Il fenomeno può essere causato da circa 60 specie di funghi, appartenenti ai basidiomiceti.
Questi cerchi occupavano un posto importante nella mitologia europea, dove erano ritenuti le porte di regni fatati o luoghi in cui, a seconda delle diverse tradizioni, danzavano streghe, fate o elfi. Spesso erano ritenuti luoghi pericolosi, ma a volte potevano essere legati alla buona fortuna.